# Durian Daun (Lais)
Durian Daun is een bestuurslaag in het regentschap Bengkulu Utara van de provincie Bengkulu, Indonesië. Durian Daun telt 572 inwoners (volkstelling 2010).